# José do Espírito Santo Battaglia Ramos
José do Espírito Santo Battaglia Ramos (Lisboa, 4 de abril de 1875 — Lisboa, 20 de abril de 1943), primeiro e único visconde de São Bartolomeu de Messines, foi um inteletual e escritor português, arquivista da Inspeção-Geral das Bibliotecas e membro dos círculos cultos lisboetas de finais do século XII e das primeiras décadas do século XX.

## Biografia
Filho primogénito de João de Deus, poeta e pedagogo, e de Guilhermina das Mercês Battaglia. Casou com María del Carmen Gómez y Sanchez, com quem teve um filho, João de Deus Battaglia Ramos. Foi irmão do político João de Deus Ramos, Ministro da Instrução Pública e Ministro do Trabalho na Primeira República Portuguesa.
Recebeu o título de visconde por decreto de 22 de julho de 1905, do rei D. Carlos I, a favor de José do Espírito Santo Battaglia Ramos. Após sua morte, o seu filho e o seu neto, o diplomata João de Deus Bramão Ramos, tornaram-se pretendentes ao título.